# Isabella van Conches
Isabella van Conches (fl. 1090; ook Elizabeth van Montfort genoemd) vrouw van Raoul II van Tosny, reed als een ridder gewapend uit tijdens een conflict in Noord-Frankrijk aan het einde van de 11e eeuw.
Zij werd door haar vader uitgehuwelijkt aan Raoul II van Tosny, nadat deze voor hem Agnes, dochter van Richard van Évreux, had geschaakt.
Ordericus Vitalis beschreef Isabella van Conches, dochter van Simon I van Montfort, als zo dapper als verschillende Amazonen en de legendarische Camilla, die als bondgenoot van de Italische koning Turnus tegen Aeneas vocht. 
Ze zou later de zonde van luxe uit haar jeugd hebben betreurd en trad daarom in als non in de priorij van Haute-Bruyère.
Isabella en haar man hadden drie kinderen:
- Roger II van Tosny
- Raoul III van Tosny
- Godehilde van Tosny